# 小林賢太郎テレビ
『小林賢太郎テレビ』（こばやしけんたろうテレビ）は、小林賢太郎によるコント番組。NHK BSプレミアムにて2009年から2019年にかけて年に1回放送されていた。

## 概要
内容は、新作コント（小林のソロコントライブ『POTSUNEN』からの流用やテレビという媒体を利用した物も含む）やインタビュー、制作過程など。
番組の後半には、制作期間3日、カメラ1台、編集・合成なし、セットや小道具は自作という条件で、お題に沿ったコントを制作し披露する『お題コント』のコーナーがある。
俳優の竹井亮介は、番組開始当初から小林以外では唯一（ナンバリングされていない『小林賢太郎テレビ ライブポツネンinヨーロッパ』を除く）全ての回に出演している。
第1回となる「笑劇開演 〜小林賢太郎テレビ〜」は、第26回ATP賞テレビグランプリ2009情報バラエティ部門最優秀賞を受賞。

## 放送リスト
|            | 放送日         | 主な出演者 |
| ---------- | -------------- | --- |
| K.K.T.V.   | 2009年2月15日  | 小林賢太郎、竹井亮介、茂木健一郎、住吉美紀（ナレーション）                                                                       |
| K.K.T.V.2  | 2010年8月26日  | 小林賢太郎、竹井亮介、住吉美紀（ナレーション）                                                                                   |
| K.K.T.V.3  | 2011年8月24日  | 小林賢太郎、竹井亮介、KREVA、齋藤孝、森屋さちよ、白崎誠也、高橋光、久保田祐佳（ナレーション）                                    |
| K.K.T.V.4  | 2012年9月30日  | 小林賢太郎、竹井亮介、モンブランズ、久保田祐佳（ナレーション）                                                                   |
| K.K.T.V.5  | 2013年5月26日  | 小林賢太郎、大泉洋、竹井亮介、辻本耕志、木多大介、犬山イヌコ、久保田祐佳（ナレーション）                                         |
| K.K.T.V.6  | 2014年5月30日  | 小林賢太郎、松重豊、犬山イヌコ、竹井亮介、辻本耕志、伊勢佳世、モンブランズ                                                       |
| K.K.T.V.7  | 2015年5月10日  | 小林賢太郎、上野樹里、渡辺いっけい、高橋良輔、犬山イヌコ、竹井亮介、辻本耕志、高見司                                             |
| K.K.T.V.8  | 2016年6月26日  | 小林賢太郎、片桐仁、大泉洋、竹井亮介、辻本耕志、久ヶ沢徹                                                                         |
| K.K.T.V.9  | 2017年12月10日 | 小林賢太郎、大森南朋、壇蜜、竹井亮介、辻本耕志、安井順平、久ヶ沢徹、菅原永二、伊勢佳世、嶋村太一、犬山イヌコ、鈴井貴之           |
| K.K.T.V.10 | 2019年1月19日  | 小林賢太郎、大泉洋、松重豊、KREVA、竹井亮介、辻本耕志、小林健一、久ヶ沢徹、犬山イヌコ、テツandトモ、が～まるちょば、ふじいあきら |

|                                             | 放送日        | 主な出演者                             |
| ------------------------------------------- | ------------- | -------------------------------------- |
| 小林賢太郎テレビ ライブポツネンinヨーロッパ | 2012年9月23日 | 小林賢太郎、久保田祐佳（ナレーション） |

## スタッフ
- 脚本・出演：小林賢太郎
- 音楽：徳澤青弦
- スタイリスト：伊賀大介
- 振付：平原慎太郎
- 美術：小木浩嗣
- 技術：小倉忠
- 撮影：渡邉智由
- 照明：中島誠
- 音声：天野透
- 映像技術：正岡卓哉
- CG：関口寛子
- 撮影協力：善美堂
- 編集：斉藤真弓
- 音響効果：髙野正樹
- 演出：小澤寛
- 取材：佃謙介、平田裕香
- 制作統括：岡澤正樹、鈴木克道
- 制作：NHKエンタープライズ
- 制作・著作：NHK

## 出版物
- 「小林賢太郎テレビ 1・2」DVD・Blu-ray (ポニーキャニオン、2011年3月16日発売)
- 「小林賢太郎テレビ3」DVD・Blu-ray（ポニーキャニオン、2012年10月17日発売）
- 「小林賢太郎テレビ4・5」DVD・Blu-ray（ポニーキャニオン、2013年10月2日発売）
- 「小林賢太郎テレビ6・7」DVD・Blu-ray（ポニーキャニオン、2016年3月2日発売）
- 「小林賢太郎テレビ8・9・10」DVD・Blu-ray（ポニーキャニオン、2020年3月18日発売）